# Yukmouth
Yukmouth, pseudonimo di Jerold Dwight Ellis III (Oakland, 18 ottobre 1974), è un rapper statunitense.

## Carriera
Nel 1994 ha fondato il duo rap Luniz insieme a Numskull. Il gruppo ha avuto successo con il singolo I Got 5 on It.
Nel 1997 ha fondato il collettivo The Regime di cui fanno parte anche tra gli altri Tech N9ne e Jamal Phillips. Nel 1998 ha fondato l'etichetta discografica Smoke-a-Lot Records. Nello stesso anno ha esordito da solista.
Nel 2003 invece ha fondato un'altra etichetta chiamata Godzilla Entertainment.

## Discografia

### Album da solista
Album in studio
- 1998 - Thugged Out: The Albulation
- 2001 - Thug Lord: The New Testament
- 2003 - Godzilla
- 2008 - Million Dollar Mouthpiece
- 2009 - The West Coast Don
- 2010 - Free at Last
- 2011 - The Tonite Show - Thuggin' & Mobbin'
- 2012 - Half Baked
- 2014 - GAS (Grow and Sale)
- 2017 - JJ Based on a Vill Story
- 2017 - JJ Based on a Vill Story Two
- 2018 - JJ Based on a Vill Story Three

Raccolte
- 2002 - United Ghettos of America
- 2004 - United Ghettos of America Vol. 2
- 2007 - United Ghettos of America: Eye Candy
- 2008 - Greatest Hits
- 2013 - 18k The Golden Era

Mixtapes
- 2005 - How Da West Luv 50
- 2006 - Million Dollar Mixtape
- 2006 - I'm Good (con Killa Klump)
- 2007 - The City of Dope, Vol. 1
- 2007 - Lord of War
- 2007 - City of Smoke
- 2009 - City of Smoke, Vol. 2

### Album collaborativi
- 2001 - Block Shit (con Tha Gamblaz)
- 2004 - In Thugz We Trust (con C-Bo come Thug Lordz)
- 2006 - Killa Thugs (con Killa Klump)
- 2006 - 100 Racks (con Messy Marv)
- 2006 - Trilogy (con C-Bo come Thug Lordz)
- 2010 - Thug Money (con C-Bo come Thug Lordz)
- 2012 - Cookies 'n Cream (con Blanco)
- 2013 - The Cream Team (con Chino Nino & P Hustle)
- 2013 - Dragon Gang (con The Regime)
- 2014 - Dragon Dynasty (con The Dragons)

### Con i Luniz
Album in studio
- 1995 – Operation Stackola
- 1998 – Lunitik Muzik
- 2002 – Silver & Black
- 2005 – We Are the Luniz
- 2018 – No Pressure

EP
- 1994 - Formally Known as the LuniTunes EP

Mixtapes
- 2015 – High Timez

Raccolte
- 1997 – Bootlegs & B-Sides
- 2005 – Greatest Hits